# DJ Kedjevara
DJ Kedjevara, de son vrai nom Yao Parfait, est un artiste chanteur ivoirien . Né le 18 avril 1986 à la maternité de Marcory (Abidjan), il est le fils de l'artiste chanteuse ivoirienne Antoinette Allany.   
Il a pour style musical le coupé-décalé ,.

## Biographie

### Enfance et famille
Fils de la chanteuse Antoinette Alany et de Alphonse Toflodin, DJ Kedjevara grandit auprès de son père. Il  fait ses classes primaires à l'E.P.P Marie Koré 1 et 2, puis ses études secondaires à Victor Schoelcher jusqu'en classe de cinquième (5e) chez sa mère. Cette dernière (sa mère) est par la suite arrêtée et incarcérée aux États-Unis pour trois(3) ans ; ce qui va marquer la vie de l'artiste qui retourne vivre chez son père dans des conditions modestes à Gonzaqueville. La libération de sa mère - qui rentre en Côte d'Ivoire - en 2005, est suivie du décès de son père la même année. Kedjevara s’installe alors à la riviera palmeraie après les obsèques de son père et continue ses études en classe de seconde à Tanon Namanko.  
DJ Kedjevara est l'époux de  Emma Désirée Teyanna et père de deux enfants : Raphael et Soan Lucas.

### Carrière musicale

#### Ses débuts
DJ Kedjevara tire son nom d’artiste de celui du révolutionnaire argentin Che Guevara. Grâce à  DJ Bonano il anime comme Disc jockey aux platines à Marcory Gasoil - un maquis d’Abidjan - et saisit l'occasion qui lui est offerte pour prendre la place d’Eloh DJ et DJ Mix, partis s’installer à Paris.  
Aidant sa mère en 2006 dans la préparation de son album, il fait la rencontre de DJ Chegal Mokonzi. Ce dernier apprécie le timbre vocal de Kedjevara dont il devient le mentor. Toutefois, c'est la chanson à succès de sa mère intitulée "Merci Yahvé" , sur laquelle il pose la voix et arrangée par DAVID TAYORAULT qui lui ouvre les portes de l'industrie musicale du Coupé-décalé. Plus tard, arrangé par Kevin Badoire, il sort son premier album intitulé "Ton pied mon pied" . 

#### Succès national et international
C'est en 2008 que DJ Kedjevara fait sensation dans le milieu du Showbizz ivoirien avec son tube à succès en 2008 "Tchoucou Tchoucou"  qui lui ouvre une carrière internationale. Il va effectuer des tournées dans plusieurs pays ; à savoir , le Burkina Faso, le Mali, le Tchad, le Niger, le Sénégal, le Bénin, le Cameroun, le Congo, le Maroc, la France, l'Espagne, l'Italie, la Suisse, l'Allemagne et la Belgique. Il sort la même année l'album "Chekele Chekele" qui confirme sa notoriété. 
DJ Kedjevara donne son premier concert live à la salle ANOUMABO du palais de la culture de Treichville le 9 avril 2012, suivi d'un second en avril 2015 à l'esplanade du palais de la culture. Ses concerts rencontrant un grand succès, il sort entre 2012 et 2015 plusieurs singles dont "Tchingui-tchingui (en Featuring avec Bana C4)", "Poutou banier" et "Allo-allo". S'ensuivent les tubes Remuer la bouteille, Mboy, Sakana, pour ne citer que ceux là .

### Autres fonctions
DJ Kedjevara est producteur d'artiste. Avec sa structure 18 Avril production, il a produit des artistes comme Dj Moasco, Mc one , Elvis inspiration divine et  Dj Pharaon. Il est également le promoteur des spectacles "Golikro Ngowa" et le "Festival des musiques du monde de Bouaké" .

## Distinctions
- Prix du meilleur artiste Coupé-décalé lors des Poro Music Awards en 2016[6].
- Prix du mérite 2016 - The Heroes (maximum)[2].
- Prix du Meilleur featuring aux Awards du coupé décalé en 2016[2].

## Discographie

### Albums[7],[8],[9]
- 2009 : Le Météorman
- 2012: Nonguon-Nonguon
- 2015: The One
- 2021: Puissance XVIII

### Singles[8],[9]
- 2008 :  Bas tuyau bas serré , Tchoucou tchoucou , Ma prière , Bobaraba , Ton pied mon pied
- 2009 : Kedjevaraptitude , On meurt ensemble , Abidjan 2 , Papa nan mekado
- 2012 : Nonguon-Nonguon , Atity danger , C'est bon c'est doux , Arrêtez de parler , C'est mieux de s'amuser , Un peu d'amour , Loungou-Loungou , Lait du matin , Fidélité (feat. Jimmy Sissoko) , Louez Dieu , Position de 1h du matin , Ma copine , Boukaboueni , Abidjan est doux , Tout le monde va danser , Ambiance de nuit
- 2015 : Yô nani dedans , Comme à l'école, Poutou banier , Alolo alolo (feat. Bana C4) , Système tchelele , Tchingui tchingui (feat. Bana C4) , Choucouya , Mon avenir , Rosalina , Aladji , Remue la bouteille , Groupe K18 international , Ma chérie
- 2017 : Potcho Potcho
- 2018 : Le ciel est bleu (fet. Mix Premier) , Sakana Sakana , Likolo , C'est ça l'idée (feat. Chidinma) , Il faut te lever
- 2021 : Danse comme chaa , Donne moi , Mamiwata , On se met zoo , Tchoukou Tchoukou Remix (feat. Mc One), Tirer la corde (feat. Bebi Philip)
- 2022 : Tia lokolo (feat. Extra Musica)